# Gurli Hertzman-Ericson
Gurli Frida Oscaria Hertzman-Ericson, född 3 november 1879 i Göteborg, död 6 februari 1954 i Stockholm, begravd på Mockfjärds kyrkogård, var en svensk författare och översättare. 

## Biografi
Föräldrar var köpmannen Oscar Hertzman och Märta Skröder. Hon genomgick Mathilda Halls skola i Göteborg, studerade måleri för Georg Pauli och reste därefter till Storbritannien för att utbilda sig till språklärarinna. Hon studerade vid Cambridge Training College, där undervisningen hade en starkt social prägel och där representanter för den brittiska arbetarrörelsen ofta föreläste. Hon erhöll diplom från Saint Andrews-universitetet i Edinburgh för examen i brittisk litteratur och arbetade en tid som guvernant i Dalsland. Hon gifte sig 1900 med ingenjören Olof Ericson.
Hon var verksam inom emancipations- och fredsrörelsen, bland annat som redaktionell medarbetare i tidskriften Rösträtt för kvinnor 1913–1918, och var även ordförande i Stockholmskretsen av Kvinnliga fredsförbundet. Senare var hon aktiv i Sveriges författareförening, som sekreterare 1937–1942 och som vice ordförande 1948–1950.

## Författarskap
Författardebuten skedde 1903 med sagosamlingen Från mor till barn. Hon skrev ett trettiotal böcker – noveller, romaner och sagor – och översatte från engelska och (i mindre utsträckning) från danska, nederländska, norska och tyska. Till en början anförtroddes hon huvudsakligen enklare underhållningsböcker, men efterhand också mer kvalificerad litteratur, liksom fackböcker inom ämnen som psykologi och barnuppfostran. Under andra världskriget engagerade hon sig för Norges och Danmarks sak, vilket också satte spår i hennes översättarverksamhet.

### Översättningar
- Katherine Cecil Thurston: Hennes hjälte (Åhlén & Åkerlund, 1910)
- Bruce Barton: Mannen som ingen känner: den verklige Jesus  (The man nobody knows: a discovery of the real Jesus) (Natur och kultur, 1927)
- Irving Stone: Han som älskade livet (Lust for life) (Natur och kultur, 1935)
- Aksel Sandemose: Vi pryder oss med horn (Vi pynter oss med horn) (Tiden, 1937)
- H. G. Wells: Bröderna: en berättelse (The brothers) (Bonnier, 1938)
- Norges kämpande lycka: de norska biskoparnas herdebrev (Hyrdebrev til våre menigheter fra Den norske kirkes biskoper) (Trots allt, 1941)
- Willy Brandt: Dödsdomarna i Oslo: bakgrund och följder (Federativ, 1941)
- Thornton Wilder: Även du min Brutus (The Ides of March) (Natur och kultur, 1948)